# MUSICMAN (桑田佳祐のアルバム)
『MUSICMAN』（ミュージックマン）は、桑田佳祐の4作目のオリジナル・アルバム。2011年2月23日にCDとレコードで発売。発売元はタイシタレーベル / SPEEDSTAR RECORDS。キャッチコピーは「現代人諸君!! 新しい夜明けがやって来た。」。
2016年2月26日にはダウンロード配信、2019年12月20日にはストリーミング配信を開始した。

## 背景・リリース
桑田ソロでのオリジナル・アルバムとしては2002年の『ROCK AND ROLL HERO』以来、8年5か月ぶりとなる作品。
当初、2010年3月13日に日本武道館で行われたイベント『桑田佳祐の音楽寅さんDVD発売記念～DVD未収録映像炎上!これぞ蔵出し"巨大上映会"@武道～』にて同年10月20日発売予定として発表されたが、同年7月12日に桑田に食道がんが見つかり、治療に専念することでレコーディングを中断することとなり、発売日が未定となった。そして2011年の元旦に同年2月24日に発売されることがメディアを通して発表された。
初回限定盤は「“MUSICMAN” Perfect Box」と称し、ミュージックビデオやドキュメント映像を収録したDVD、桑田自身によるライナーノーツ・インタビューを収録したブックレット「MUSICMAN'S NOTE」が同梱。アナログ盤（LPレコード）も同時発売。

## 録音
桑田は以前から「『僕は音楽をやってるんだ!』という熱意とかノリとかをまた取り戻したい」「ここ数年、どうも手元で作ってしまうようなところがあるっていうか、歌っていてエクスタシーを得られるような感覚が稀薄な感じもしてね」「もう一度『気持ち』で音楽に接していく感じを得たかった」と考えるようになり、このアルバムの制作にあたりサポートミュージシャンと共に2008年12月から2010年2月まで5回に渡り鎌倉市にあるリハーサルスタジオで合宿を行った。そこでのセッションから大半の収録曲の原型が生まれている。
合宿でのメンバーとのセッションを繰り返しながら、本当にその曲を自分が歌って気持ちよくなれるかどうかを確認しながら曲を作ることを桑田は大切にしていた。その結果ビクタースタジオでの作業が流れるようにスムーズだったと振り返っている。
順調にレコーディングは進んだものの桑田に食道がんが発覚したことから4曲の作詞と歌入れを残して中断され、入院中は歌詞を書くために使うレポート用紙や本などを病室に持ち込み、制作途中の音源を何度も聞き、エンジニアの中山佳敬とメールでやり取りをしてオケのバランスの修正や新しいアイディアの追加をしていた。またこの際「この作りかけのアルバムを絶対最高のモノにしてやる」といった意識も沸いたという。
退院・リハビリを経て同年10月8日に自宅スタジオ「猫に小判スタジオ」にてレコーディングを再開。食道がんの手術のリスクとして、術後の発声面や声質そのものが変化したり、最悪は出なくなるといった懸念点も存在していたが、医療チームの配慮や高度な技術もあり、大きな影響は見られず、歌入れの際には原由子やスタッフがその歌声の変わらなさに驚いて感動していた旨が語られている。同年12月に完成、トラックダウン・楽曲のミュージック・ビデオ撮影が行われた。
マスタリングはテッド・ジェンセン（CD）、小鐵徹（アナログ盤）が担当している。

## 音楽性
桑田は収録曲の歌詞に、楽曲ごとに登場人物のキャラクターを持たせることを考えていた。楽曲に関しては一曲ごとに曲調などは違うものの「シンガーとして、自分が歌って楽しく心地よいもの」を目指したと述べており、これは自身が出演した「桑田佳祐の音楽寅さん」やAct Against AIDSのステージなどで幅広いジャンルの楽曲をカバーしたことも影響している。
桑田はこのアルバムでもこれまでと同様に曲や伴奏を作ってから歌詞を書く制作スタイル（曲先）をとったが、「歌詞にしても字余りでも言葉がちゃんと生きていればいい」という考えから「気持ちは『詞先』のつもりでした」と語っている。そのため、必要以上にアレンジをこだわることをせず、自分の言葉で伝えることを考えていたという。各マスコミのインタビューの中で「病気をする前と後で音楽に対する思いは変わったか」と聞かれ桑田は「その事で意識や作風がガラッと変わってしまうことはあり得ない」と答えている。
桑田はアルバムの内容について「今回は自分のDNAにある日本人としての部分をより強く出したかったんですよね」「やっぱり僕は日本人とポピュラー・ミュージックの関係というのを考えてしまう。つまり大衆音楽、歌謡曲の良さみたいなものが好きなんですよ」「日本のマーケットで日本語の音楽でみんなを楽しませたりするようなことが好きなんですよね」と語っており、「いまの自分が書ける言葉を素直に出していきたい」という思いが強くなったという。歌詞についても「ドルが250円くらいの時期のアメリカ西海岸に憧れていた元気溢れる10代、20代の僕じゃなくて、55歳の僕が出たんじゃないかと思うんですよね。政治風刺みたいな曲もありますけど、20代、30代にはなかった悩みをそのまま歌にしてやれという思いもありました」といった見解を示した。
桑田自身このアルバムはこれまでの集大成のような意識を持っていたとしており、「後から自分が聴いてイヤな汗が出るものには絶対にしたくなかった」と語っている。後に桑田はこのアルバムとサザンオールスターズのデビューアルバム『熱い胸さわぎ』に関してはほとんど後悔がないと述べている。

## アートワーク
アルバムタイトルとジャケットのデザインはデザイナーの山口健司が会議で発案したことがきっかけで決定したもの。桑田はタイトルを考える会議の際に「明日への夜明け」「男と女」「光と影」といったイメージを持っており、その要素と収録曲の日本に対しての憂いや希望を表現している歌詞に合わせ、どこかに和のテイストを入れたらいいのではないかという方向性に決まり、山口が石庭の写真などを使ったアルバムジャケットのデザイン案を提示した。その際にはすでに「MUSICMAN」という言葉が書かれており、結果的に「面白い」という理由でタイトルとして採用された。ジャケット案についても桑田が2010年4月上旬に京都を訪れていたことが影響し採用となった。
タイトルの意味に関しては「男でも女でもない目も鼻も付いてない生命体と言うか、一つの観念と言うか、そんな捉え方をしていただければと」という主旨の発言を桑田がしており、「桑田佳祐がミュージックマンだということでは無い」とも語っている。同名のアンプ・ギター・ベースのメーカーも存在しており、桑田としてはそのイメージに近いという。頭に「THE」を付けることも考えたが「決意表明みたい」という理由で外したことを述べている。
ジャケットの写真は日本庭園風のスタジオセットに赤いペインティングが施された女性がうずくまっているものとなっている。当初は石庭にオブジェを乗せる案もあり、リンゴのオブジェなどの候補が挙がったがしっくりこなかったため、「胎児や赤ちゃんをイメージした人間＝生命力」という発想に転換し、現在の形になったことが語られている。また、女性の赤は日の丸の赤でもある。このジャケットのイメージを桑田は「うずくまっているのは女性だけど、胎児にも見えるし、太陽にも見える」「それが庭にいる事で未知なる広大な宇宙みたいなイメージもちょっとしたんです」と述べている。なお、アナログ盤のジャケットでは女性は体育座りをしている。

## プロモーション

### イベント
発売に先立ち2011年2月1日から2月19日まで『桑田佳祐ニューアルバムMUSICMAN 完成記念! プレミアムリスニングパーティ』を福岡（1日）・北海道（5日）・大阪（8日）・東京（10日）・宮城（14日）・愛知（16日）・茅ヶ崎（19日）の7か所で開催した。会場は19日の茅ヶ崎市民文化会館以外は全て各地のZeppであった。
このイベントを行った理由として音楽配信によりたやすく1曲ごと聴くことができる時代に、あえてライブハウスで収録曲を順番通りすべて聴いてもらうことで、アルバムという作品の在り方と価値観を高める意味合いがあるとされる。
なお、初日の福岡と最終日の桑田の地元茅ヶ崎では試聴会終了後に桑田がサプライズゲストとして出演し「明日晴れるかな」「悲しい気持ち (JUST A MAN IN LOVE)」「本当は怖い愛とロマンス」を歌唱。茅ヶ崎では「MY LITTLE HOMETOWN」も歌っている。ちなみに、その間の5か所に関しては長旅の疲れや風邪を引いた事を理由に出演を控えている。
当初はこのイベントは「全国同時多発アルバム試聴会」として2010年9月22日に行われる予定だったが、桑田の病気とアルバムの発売延期に伴い延期になった。

### テレビ放送
2011年2月25日放送のテレビ朝日系音楽番組『ミュージックステーション』では「銀河の星屑」「月光の聖者達」を歌唱。オープニングでは桑田の復帰を歓迎する演出が行われ、嵐、ゆず、aikoから花束が贈られ、さらにaikoと嵐のメンバーの松本潤からは頬へのキスも添えられた。
2011年2月26日には、NHK総合で『復活！桑田佳祐ドキュメント～55歳の夜明け～』が放送されスタジオライブやインタビューのほか、楽曲制作・闘病・紅白歌合戦・試聴会の模様にもスポットを当てている。ナレーションは松下奈緒が担当した。また、5月29日（28日深夜） には『復活！桑田佳祐ドキュメント～55歳の夜明け～完全版』を放送している。
2011年3月5日にWOWOWでスペシャル番組「桑田佳祐『MUSICMAN』スペシャル」が放送され、このアルバムから11曲を選曲したスタジオライブやインタビューが収録された。

## ツアー
当初は本作を引っ提げて全国ツアー『桑田佳祐 LIVE TOUR 2010 全国への階段 〜Stairway to Nippon〜』（タイトルはレッド・ツェッペリンの「天国への階段」のもじりであり、発表された際の広告では「本当にこのタイトルでいいのかっ!?」とネタ的に述べている）を2010年10月28日から12月31日まで開催する予定であったが、前述の通り桑田の病気が発覚したため中止になっている。
2011年12月24日・25日・30日・31日にワールド記念ホールと横浜アリーナで開催された『桑田佳祐 ライブ in 神戸&横浜 2011 〜年忘れ!! みんなで元気になろうぜ!!の会』ではこのアルバムの収録曲が全曲演奏された。

## 批評
2010年12月25日に放送された桑田のラジオ番組『桑田佳祐のやさしい夜遊び』に桑田の妻である原由子がゲスト出演し、本作の完成が発表された。原は本作に対して、「凄いアルバムになった。最後、聞き終わった後に号泣しました。」とコメントしている。
大島優子は本作を気に入っており、旅行をした際の移動時のBGMにしていた旨を当時のブログで綴っている。

## 受賞歴
| 年     | 音楽賞                            | 結果 | 出典   |
| ------ | --------------------------------- | ---- | ------ |
| 2011年 | 第1回ミュージック・ジャケット大賞 | 大賞 | [ 41 ] |

## チャート成績
2011年3月7日付のオリコン週間アルバムランキングで、初週27.3万枚を売り上げて初登場1位を獲得した。これにより1980年代から2010年代までの4つの十年代での首位獲得を達成した（1980年代：『Keisuke Kuwata』、1990年代：『孤独の太陽』、2000年代：『TOP OF THE POPS』）。これは松任谷由実（1970年代 - 2000年代）、徳永英明（1980年代 - 2010年代）に続く史上3組目、グループ出身の歌手としては史上初の記録である。
オリコンによる本作の登場週数は38週である。

## 収録曲

### CD
- カッコ内は演奏時間である。即発曲の解説は各収録作品を参照のこと。

| 全作詞・作曲・編曲: 桑田佳祐。 |                                                         |          |            |      |
| #                              | タイトル                                                | 作詞     | 作曲・編曲 | 時間 |
| 1.                             | 「現代人諸君!!」                                        | 桑田佳祐 | 桑田佳祐   | 4:09 |
| 2.                             | 「ベガ」                                                | 桑田佳祐 | 桑田佳祐   | 3:37 |
| 3.                             | 「いいひと 〜Do you wanna be loved?〜」                 | 桑田佳祐 | 桑田佳祐   | 4:09 |
| 4.                             | 「SO WHAT?」                                            | 桑田佳祐 | 桑田佳祐   | 3:31 |
| 5.                             | 「古の風吹く杜」(弦編曲：原由子)                        | 桑田佳祐 | 桑田佳祐   | 4:29 |
| 6.                             | 「恋の大泥棒」(弦・管編曲：島健)                        | 桑田佳祐 | 桑田佳祐   | 4:42 |
| 7.                             | 「銀河の星屑」                                          | 桑田佳祐 | 桑田佳祐   | 4:21 |
| 8.                             | 「グッバイ・ワルツ」(弦・管編曲：斎藤ネコ)              | 桑田佳祐 | 桑田佳祐   | 3:56 |
| 9.                             | 「君にサヨナラを」(弦編曲：佐橋佳幸)                    | 桑田佳祐 | 桑田佳祐   | 4:52 |
| 10.                            | 「OSAKA LADY BLUES 〜大阪レディ・ブルース〜」           | 桑田佳祐 | 桑田佳祐   | 3:56 |
| 11.                            | 「EARLY IN THE MORNING 〜旅立ちの朝〜」                 | 桑田佳祐 | 桑田佳祐   | 5:00 |
| 12.                            | 「傷だらけの天使」(弦編曲：片山敦夫 / 管編曲：山本拓夫) | 桑田佳祐 | 桑田佳祐   | 4:12 |
| 13.                            | 「本当は怖い愛とロマンス」                              | 桑田佳祐 | 桑田佳祐   | 3:35 |
| 14.                            | 「それ行けベイビー!!」                                  | 桑田佳祐 | 桑田佳祐   | 3:22 |
| 15.                            | 「狂った女」(管編曲：桑田佳祐・山本拓夫)                | 桑田佳祐 | 桑田佳祐   | 3:06 |
| 16.                            | 「悲しみよこんにちは」                                  | 桑田佳祐 | 桑田佳祐   | 3:58 |
| 17.                            | 「月光の聖者達」                                        | 桑田佳祐 | 桑田佳祐   | 4:23 |
| 合計時間:                      | 合計時間:                                               | 69:18    |            |      |

### DVD（初回限定盤）
| #  | タイトル                                 | 作詞 | 作曲・編曲 |
| -- | ---------------------------------------- | ---- | ---------- |
| 1. | 「君にサヨナラを」                       |      |            |
| 2. | 「それ行けベイビー!!」                   |      |            |
| 3. | 「本当は怖い愛とロマンス」               |      |            |
| 4. | 「本当は怖い愛とロマンス（CG version）」 |      |            |
| 5. | 「銀河の星屑」                           |      |            |
| 6. | 「月光の聖者達」                         |      |            |

### 曲解説
1. 現代人諸君!!
桑田は、メロディーはほとんど悩まなかったものの、歌詞に関しては四苦八苦したといい、最終的な形に落ち着くまで数冊ものレポート用紙を潰した旨を述べている[13]。作詞・歌入れは病気発覚後に行われており、検査の際のCTスキャンの中で歌詞の構想を練ったという[13]。
題名はジョン・レノン『イマジン』の歌詞からつけたもので、このフレーズを使用するに当たり桑田はオノ・ヨーコの承諾を得た[43]。「現代人」を「イマジン」と読ませたことに関しては、作詞に悩んでいた際にこのような言葉遊びをしていたCMが昔にあったことを思い出したことを挙げている[44]。「BRUTUS」編集者の川勝正幸は「明日への渡来人」というフレーズをルビこそ振っていないものの「TRYする人」と受け取っている[44]。当時の日本社会の現状と、生きるうえでの"希望"も歌詞に込められている[13]。
2008年12月の鎌倉バンド合宿で曲とアレンジの原型が生まれている[12]。
桑田と親交がある3代目桂春蝶はこの曲を「この曲と歌詞をよくよくお読みいただきたいのです」「しかしこの曲ほどいま、この国を応援している歌は他にないと僕は思っています」と評価している[45]。
2. ベガ
曲のテーマは「男女の悲恋」[46]。
題名は桑田がファンからもらった星座の本を見ながら決めたものである。仮タイトルは「千駄ヶ谷物語」。七夕にあたる2010年7月7日に作詞されているが、桑田によると全くの偶然で意識していたわけではないという[46]。
鎌倉バンド合宿で作り込んだ他の収録曲と比較するとアルバムの中でも最も短期間で仕上がり、伴奏は3日程度で録り終えている[46]。
斎藤誠と片山敦夫はこの曲を「今までの桑田さんにはなかった、しっとりめな曲」と評している[46]。
3. いいひと 〜Do you wanna be loved?〜
アレンジ面は桑田は「私の好きな80年代ライクな1曲になった」といい、当時はプリファブ・スプラウトなどの楽曲を聴き直していたことが影響している[47]。
制作当時は鳩山由紀夫政権や普天間基地移設問題に関するニュースが流れていたこともあり、歌詞の内容は当時の日本の政界や首相がテーマになり、この曲の歌詞に出てくるような"曖昧 中庸"で八方美人を繰り返す政治家を選んだ平和ボケをしている自分たちへの自戒も込めている[47]。当時の日本は内閣総理大臣が何人も代わっており、必ずしも1人の政治家を対象に絞っている訳ではないことが示唆されている[48]。また、ライナーノートではこの曲の歌詞がこれ以降の日本の政治家の仕事ぶりに当てはまる可能性も述べている[47]。
2010年のこのアルバムの収録曲の制作の中では最初（1月）にリズム撮りが始まった曲だが、メロディ自体は2009年3月に「HONKY JILL 〜69（あいなめ）のブルース〜」を制作している際に出来ており、鎌倉での合宿の際にアレンジを膨らませていった[47]。
4. SO WHAT?
沖縄県を舞台にした曲。桑田が言うには日米安保のメッセージでもただの色恋沙汰でもないので、どう取るかはリスナー次第であるという[14]。
桑田はこの曲のイメージを当初は「GSがクリームの曲をカバーしたらこんな感じ」とバンドメンバーに伝えていたが、作っていくうちに「黒澤明の映画の音楽みたいだね」という印象に変わったという[49]。
食道がんの手術後に初めて歌入れが行われた曲となった[14]。妻である原由子からは「この曲を変わらぬ歌声で歌っているのを見た時には本当に感動しました。歌えることの喜びを噛み締めたレコーディングとなりました」[16]、歌入れに立ち会ったレコーディングエンジニアからは「本当に病気だったのかな?というくらいのすごい歌が入って、びっくりしました」と評された[17]。
2010年2月の鎌倉バンド合宿で原型が生まれた[49]。
5. 古の風吹く杜
鎌倉をモチーフにした曲。桑田が言うには「詞を入れている際、サザンを思い浮かべた」という[50]。
原は「鎌倉の街を吹き抜ける潮風のイメージ」で弦アレンジをしたと語っている[50][16]。この曲での斎藤の演奏はフェンダー・ストラトキャスターを指弾きしたものになっており、他のミュージシャンのレコーディングでは採用されなかったが、桑田は採用してくれたという[50]。
2008年12月の鎌倉バンド合宿で曲とアレンジの原型が生まれている[12]。この時はサビしか出来ておらず、Aメロ、Bメロを固定させるまで時間がかかったという。2010年2月のリハーサルセッションから形が変わっていき、最終的に現在の形になった[50]。
6. 恋の大泥棒
1960年代のイギリスのブルー・アイド・ソウルをイメージした曲[51]。
歌詞にある「ダンチョね」とは「断腸の思い」という意味で、八代亜紀の「舟歌」をオマージュしてこの語が使われている[51]。
2009年1月の鎌倉バンド合宿で曲とアレンジの原型が生まれている[12]。
7. 銀河の星屑
フジテレビ系ドラマ『CONTROL〜犯罪心理捜査〜』主題歌。
桑田が言うには「死後の世界をイメージした、大人たちのためのエロティシズム漂う絵本のような物語」[52][注釈 5]。金原千恵子によるバイオリンを前面に押し出した楽曲となっている[52][53]。
最後に登場する水の音は桑田が入院中に病室からメールで出した指示によって取り入れられた[17]。
ミュージック・ビデオは楽曲の世界観や桑田の要望に沿った演出で制作された。このMVは2018年に発売のミュージック・ビデオ集『MVP』に収録されている[23]。
2010年2月の鎌倉バンド合宿で曲とアレンジの原型が生まれている[12]。
2022年発売のベスト・アルバム『いつも何処かで』にも収録されている[54]。
8. グッバイ・ワルツ
桑田の病気発覚後に作詞が行われており、自分を含んだ世の中の人々に励ましと共感が送られている[55]。
この曲の伴奏は全員で輪になって至近距離で一発録音したものであり、桑田は「私の生涯の記憶に残る、なかなかの名場面であった」と評価している[55]。
2010年2月の鎌倉バンド合宿で曲とアレンジの原型が生まれている[12]。
9. 君にサヨナラを
2009年に発売された12枚目シングル。音のバランスが一部変更されている。
10. OSAKA LADY BLUES 〜大阪レディ・ブルース〜
曲名にある通り大阪のことを歌った曲である[56]。
この曲の作詞をするにあたり、関西出身のスタッフと内容について相談したり、ガイドブックでリサーチを行ったとライナーノーツで述べている[56]。歌詞にある"ミナミのLady"は和田アキ子をイメージしたもので、「エエのんか?」は笑福亭鶴光のお得意のフレーズである[56]。
間奏でプロ野球のアナウンス風の実況（実況しているのはアミューズのスタッフ、また金本知憲と桑田真澄の名前が出ている）が挿入される[57]。
2010年1月の鎌倉バンド合宿で曲とアレンジの原型が生まれている[12]。
11. EARLY IN THE MORNING 〜旅立ちの朝〜
13枚目シングル「本当は怖い愛とロマンス」のカップリング曲で、アルバムに収録されるにあたり副題がつけられている。音のバランスが一部変更されている。
ベスト・アルバム『いつも何処かで』にもこのバージョンが収録されている[54]。
12. 傷だらけの天使
”男同士の愛情”をテーマに、横浜を舞台にした歌[58]。題名は萩原健一と水谷豊が出演したドラマの題名から来ている[58]。
病気発覚の翌日（2010年7月13日）に歌入れがされた[58]。
2008年12月の鎌倉バンド合宿で曲とアレンジの原型が生まれている[12]。
ベスト・アルバム『いつも何処かで』にも収録されている[54]。
13. 本当は怖い愛とロマンス
2010年に発売された13枚目シングル。
サビの「She's gone」の箇所にファルセットが足されている[59]。
14. それ行けベイビー!!
ユニクロ「Life Wear/どんな1日にも編」CMソング[注釈 6]。
活動復帰した2010年12月31日の『第61回NHK紅白歌合戦』で「本当は怖い愛とロマンス」と共に初披露された[61]。
アルバムの中でも最初に作詞・ボーカルレコーディングが行われた楽曲（リズムは2010年4月、歌入れは5月）[62]で、歌詞の内容から病気などを意識していたという報道もあったが事実ではなく、桑田自身も「後になってこんなにピッタリと私の状況にハマるとは思わなかった」と語っている[63]。
エレキギター1本での弾き語りスタイルとなっているが、これは2007年の年越しライブでラストにギター一本で「希望の轍」を歌ったことがこのスタイルのヒントになったという[63]。リズムをとる靴音やマイクコードに足を引っかけた際のポップノイズを意図的に制作・収録し、歌詞カードにも「※曲中のノイズ音は製作意図によるものです。臨場感溢れる楽曲演出をお楽しみ下さい」と書かれている[63][64]。
仮タイトルは「ディラン」[63]。
MVは紅白出場の前日に限られた時間で撮影された。このMVは2018年に発売のミュージック・ビデオ集『MVP』に収録されている[23]。
ベスト・アルバム『いつも何処かで』にも収録されている[54]。
15. 狂った女
タイトルの由来はマドンナの英語表記を二つに分けると「Mad」「onna」になることから[65]。歌詞に3Dやアバターなどの言葉が使われている。
食道がんの手術後に2番目に歌入れが行われた[17][65]。曲の最後に挿入される音声は、サンプリング用のもの[65]。
2010年2月の鎌倉バンド合宿で曲とアレンジの原型が生まれている[12]。
16. 悲しみよこんにちは
失恋や傷心をテーマにした曲で、2010年3月から6月にこのアルバムのバランスとして書いたものだった[66]。
タイトルはフランソワーズ・サガン原作、ジーン・セバーグ主演の同題映画から来ている[66]。
アレンジ面では難航し、試行錯誤の結果現在の音源の形になったことが語られている[66]。
この曲で桑田が弾いているウクレレは同じサザンオールスターズのメンバーである関口和之から借りたものであった[66]。
17. 月光の聖者達
三井住友フィナンシャルグループ CMソング。映画『護られなかった者たちへ』主題歌[注釈 7]。
2010年3月に桑田が「こんな曲があるんだけど」と言って片山敦夫に聴かせ、ピアノ一本で組み立てていった楽曲[68]。当初から普通のドラムセットは使わないというアイディアがあり、太鼓の音を使い、一般的なバラードとは違うサウンドを目指したと片山が語っている[68]。
ビートルズが歌詞のテーマになっており、来日公演やルーフトップ・コンサートが歌詞中に描写されている。タイトルも同名の楽曲が由来。桑田が愛読している雑誌「レコード・コレクターズ」の中の連載「ビートルズ来日学」に影響を受けつつ制作された[68][9][69]。作詞に時間がかかった結果、このアルバムの収録曲の中で最後に歌入れした曲になった[68]。
MVは当アルバムのジャケットと同じシチュエーションとなり、満月の夜と枯山水を模したセットの上で歌う桑田をシンプルに撮影したものとなっている。このMVは2018年に発売のミュージック・ビデオ集『MVP』に収録されている[23]。
2011年2月25日放送の『ミュージックステーション』で披露され、サザンファンである事を公言しているaikoは生放送中に号泣し[30]、司会を務めた竹内由恵は後年に「スタジオいっぱいに桑田さんの魂の歌声が響き、本番中何度も涙しました」と述べた[70]。
桑田と同じビクター所属の家入レオは、この曲に強い思い入れがあることを述べており、絶賛している[71]。
俳優の火野正平は2013年5月中旬に京都市東部文化会館で開催された『火野正平トークショー』にて本楽曲をカバーしている[72]。
桑田と親交がある3代目桂春蝶は、この曲を知覧特攻隊をテーマにした自身の新作落語「明日ある君へ ～知覧特攻物語～[73]」のエンディングテーマとして桑田に許可を取ったうえで使用している[74]。
山下達郎は本楽曲を気に入っており、2020年4月29日に放送されたTOKYO FM 開局50周年特別番組「LIFE TIME MUSIC 80～こんな時こそ音楽のチカラ～」にコメント出演した際には、山下本人からのリクエストにより本楽曲をオンエアしている[75]。
本作の発売から10年経過した2021年7月6日に映画『護られなかった者たちへ』の主題歌として使用されることが発表された。映画は東日本大震災から10年経った仙台が舞台となっている。震災から半年後にセキスイハイムスーパーアリーナで開催された『宮城ライブ 〜明日へのマーチ!!〜』をこの映画の制作スタッフが観覧しており、この曲でのパフォーマンスに感銘を受けたことがきっかけで「震災から10年目の宮城を舞台にした本作で、是非桑田さんに主題歌で参加いただきたい」と要望したことが起用の経緯である[76]。
『宮城ライブ 〜明日へのマーチ!!〜』『I LOVE YOU -now & forever-』で演奏された際には、終盤に日の丸をバックモニターに投影させている[注釈 8][80][77]。

## 参加ミュージシャン
| 現代人諸君!!（イマジン オール ザ ピープル!!） - 桑田佳祐:Vocal, Chorus & Electric Guitar Solo - 斎藤誠:Electric Guitar - 角田俊介:Bass - 鎌田清:Drums - 片山敦夫:Hammond Organ, Piano & Synthesizer - 山本拓夫:Baritone Sax - 角谷仁宣:Computer Programming ベガ - 桑田佳祐:Vocal, Chorus & Glass Claps - 斎藤誠:Acoustic & Electric Guitars - 片山敦夫:Electric Piano, Synthesizer & Bass Programming - 角谷仁宣:Computer Programming いいひと 〜Do you wanna be loved?〜 - 桑田佳祐:Vocal & Chorus - 斎藤誠:Acoustic & Electric Guitars - 角田俊介:Bass - 鎌田清:Drums - 片山敦夫:Electric Piano, Synthesizer & Wurlitzer - 原由子:Synthesizer - 角谷仁宣:Computer Programming SO WHAT!? - 桑田佳祐:Vocal & Chorus - 斎藤誠:Electric Guitar - 角田俊介:Bass - 河村“カースケ”智康:Drums - 片山敦夫:Synthesizer & Wurlitzer - 山本拓夫:Baritone Sax - 原由子:Chorus - 角谷仁宣:Computer Programming 古の風吹く杜 - 桑田佳祐:Vocal, Chorus & Acoustic Guitar - 斎藤誠:Electric & 12 Strings Acoustic Guitars - 井上富雄:Bass - 河村“カースケ”智康:Drums - 片山敦夫:Rhodes & Synthesizer - 原由子:Synthesizer & Chorus - 成田昭彦:Shaker, Tambourine, Wind Chime - 金原千恵子ストリングス:Strings - 角谷仁宣:Computer Programming 恋の大泥棒 - 桑田佳祐:Vocal & Chorus - 斎藤誠:Acoustic & Electric Guitars - 角田俊介:Bass - 成田昭彦:Drums, Bongo & Castanet - 片山敦夫:Piano - 安奈陽子, 清水美恵:Chorus - 山本拓夫:Tenor Sax - 西村浩二, 菅坡雅彦:Trumpet - 村田陽一:Trombone - 藤田乙比古, 高橋臣宜:Horn - 小竹満里:Timpani & Xylophone - 金原千恵子ストリングス:Strings - 島健:Conduct - 角谷仁宣:Computer Programming 銀河の星屑 - 桑田佳祐:Vocal, Chorus & Hand Craps - 斎藤誠:Gut Guitar - 井上富雄:Bass - 河村“カースケ”智康:Drums - 片山敦夫:Celesta, Organ & Synthesizer - 金原千恵子:Violin - 成田昭彦:Castanet & Tambourine - 角谷仁宣:Computer Programming グッバイ・ワルツ - 桑田佳祐:Vocal, Chorus & Tambourine - 斎藤誠:Electric Guitar - 井上富雄:Wood Bass - 河村“カースケ”智康:Drums - 片山敦夫:Piano - 斎藤ネコ:Violin - 関島岳郎:Tuba - 佐藤芳明:Accordion - 角谷仁宣:Computer Programming | 君にサヨナラを - 桑田佳祐:Vocal, Chorus, Tambourine - 佐橋佳幸:Acoustic & Electric Guitars - 井上富雄:Bass - 鎌田清:Drums - 原由子:Electric Piano, Synthesizer & Chorus - 西村浩二:Trumpet - 金原千恵子ストリングス:Strings - 清水美恵, 安奈陽子:Chorus - 角谷仁宣:Computer Programming OSAKA LADY BLUES 〜大阪レディ・ブルース〜 - 桑田佳祐:Vocal, Chorus & Synthesizer - 斎藤誠:Electric Guitar - 角田俊介:Bass - 鎌田清:Drums - 片山敦夫:Piano & Synthesizer - 成田昭彦:Conga & Cowbell - 山内学:実況アナ - 角谷仁宣:Computer Programming EARLY IN THE MORNING 〜旅立ちの朝〜 - 桑田佳祐:Vocal, Chorus & Hand Craps - 斎藤誠:Electric Guitar - 片山敦夫:Synthesizer & Bass Programming - 山本拓夫:Baritone & Tenor Sax - 清水美恵:Chorus, Sexy Voice - 安奈陽子:Chorus - 角谷仁宣:Computer Programming 傷だらけの天使 - 桑田佳祐:Vocal & Chorus - 斎藤誠:Electric Guitar - 角田俊介:Bass - 鎌田清:Drums - 片山敦夫:Hammond Organ & Rhodes - 山本拓夫:Tenor Sax - 西村浩二:Trumpet - 村田陽一:Trombone - 金原千恵子, グレート栄田:Violin - 角谷仁宣:Computer Programming 本当は怖い愛とロマンス - 桑田佳祐:Vocal, Chorus & Hand Craps - 斎藤誠:Electric Guitar & Hand Claps - 角田俊介:Bass & Hand Claps - 河村“カースケ”智康:Drums, Shaker, Tambourine - 片山敦夫:Piano & Synthesizer - 山本拓夫:Soprano Sax & Flute - 角谷仁宣:Computer Programming それ行けベイビー!! - 桑田佳祐:Vocal, Chorus, Electric Guitar & Harmonica - 斎藤誠, 原由子, AMUSE & VICTOR BABIES:Chorus 狂った女 - 桑田佳祐:Vocal & Chorus - 斎藤誠:Electric Guitar - 井上富雄:Bass - 河村“カースケ”智康:Drums - 片山敦夫:Electric Piano & Organ - 山本拓夫:Tenor Sax & Flute - 竹野昌邦:Alto Sax - 西村浩二:Trumpet - 村田陽一:Trombone - 角谷仁宣:Computer Programming 悲しみよこんにちは - 桑田佳祐:Vocal, Chorus, Ukulele, Fingar Snaps & Hand Claps - 斎藤誠:Electric Guitar - 井上富雄:Bass - 鎌田清:Drums - 片山敦夫:Piano, Rhodes, Synthesizer & Bass Programming - 中西正樹、大場清史:Hand Claps - 角谷仁宣:Computer Programming 月光の聖者達（ミスター・ムーンライト） - 桑田佳祐:Vocal & Chorus - 片山敦夫:Piano & Pipe Organ - 高橋結子:Cymbals, Sleigh Bells & Wind Chime - 角谷仁宣:Computer Programming |

## ライブ映像作品
| 曲名                                      | 作品名                                                                  | 備考 |
| ----------------------------------------- | ----------------------------------------------------------------------- | --- |
| 現代人諸君!!                              | 宮城ライブ 〜明日へのマーチ!!〜                                         | |
| ベガ                                      | 未収録                                                                  | |
| いいひと 〜Do you wanna be loved?〜       | 宮城ライブ 〜明日へのマーチ!!〜                                         | |
| SO WHAT?                                  | 宮城ライブ 〜明日へのマーチ!!〜                                         | |
| SO WHAT?                                  | ごはん味噌汁海苔お漬物卵焼き feat. 梅干し                               | 完全生産限定盤A・B封入のBlu-ray・DVDに収録。2021年3月7日にブルーノート東京で開催した配信限定ライブ『静かな春の戯れ ～Live in Blue Note Tokyo～』での歌唱。 |
| 古の風吹く杜                              | 宮城ライブ 〜明日へのマーチ!!〜                                         | |
| 古の風吹く杜                              | がらくたライブ                                                          | |
| 恋の大泥棒                                | 未収録                                                                  | |
| 銀河の星屑                                | 宮城ライブ 〜明日へのマーチ!!〜                                         | |
| 銀河の星屑                                | 桑田佳祐 LIVE TOUR & DOCUMENT FILM 「I LOVE YOU -now & forever-」完全盤 | アウトロと歌詞が追加されるアレンジがなされている。 |
| 銀河の星屑                                | がらくたライブ                                                          | |
| 銀河の星屑                                | お互い元気に頑張りましょう!! -Live at TOKYO DOME-                       | バイオリンメインだった原曲からギターがメインとなったアレンジver.となっている |
| グッバイ・ワルツ                          | ごはん味噌汁海苔お漬物卵焼き feat. 梅干し                               | 完全生産限定盤A・B封入のBlu-ray・DVDに収録。2021年3月7日にブルーノート東京で開催した配信限定ライブ『静かな春の戯れ ～Live in Blue Note Tokyo～』での歌唱。 |
| 君にサヨナラを                            | →「 君にサヨナラを § ライブ映像作品 」を参照                            | |
| OSAKA LADY BLUES 〜大阪レディ・ブルース〜 | 宮城ライブ 〜明日へのマーチ!!〜                                         | 「MIYAGI LADY BLUES 〜宮城レディ・ブルース〜」にタイトル・歌詞を変更して披露。 |
| OSAKA LADY BLUES 〜大阪レディ・ブルース〜 | 桑田佳祐 LIVE TOUR & DOCUMENT FILM 「I LOVE YOU -now & forever-」完全盤 | 大阪公演（2012年12月12日・13日）のみ歌唱。本編であるDISC 1には収録されず、DISC 2のDOCUMENT FILM 「I LOVE YOU -now & forever-」に12月12日の模様が一部収録された。 |
| OSAKA LADY BLUES 〜大阪レディ・ブルース〜 | LIVE TOUR 2021「BIG MOUTH, NO GUTS!!」                                  | 全公演で会場に合わせた歌詞・タイトルに変更して披露。本編ディスクには「SAITAMA LADY BLUES～埼玉レディ・ブルース～」、完全生産限定盤限定のボーナス・ディスクには「新 YOKOHAMA LADY BLUES～新・横浜レディ・ブルース～」を収録。他の会場でのものは完全生産限定盤限定のブックレットに収録。 |
| EARLY IN THE MORNING 〜旅立ちの朝〜       | →「 本当は怖い愛とロマンス § ライブ映像作品 」を参照                    | |
| 傷だらけの天使                            | 未収録                                                                  | |
| 本当は怖い愛とロマンス                    | →「 本当は怖い愛とロマンス § ライブ映像作品 」を参照                    | |
| それ行けベイビー!!                        | 宮城ライブ 〜明日へのマーチ!!〜                                         | |
| それ行けベイビー!!                        | LIVE TOUR 2021「BIG MOUTH, NO GUTS!!」                                  | 3番のAメロの歌詞が一部変更されている。 |
| 狂った女                                  | 未収録                                                                  | |
| 悲しみよこんにちは                        | がらくたライブ                                                          | |
| 月光の聖者達                              | 宮城ライブ 〜明日へのマーチ!!〜                                         | |
| 月光の聖者達                              | 桑田佳祐 LIVE TOUR & DOCUMENT FILM 「I LOVE YOU -now & forever-」完全盤 | |
| 月光の聖者達                              | ごはん味噌汁海苔お漬物卵焼き feat. 梅干し                               | 完全生産限定盤A・B封入のBlu-ray・DVDに収録。2021年3月7日にブルーノート東京で開催した配信限定ライブ『静かな春の戯れ ～Live in Blue Note Tokyo～』での歌唱。 |
| 月光の聖者達                              | LIVE TOUR 2021「BIG MOUTH, NO GUTS!!」                                  | |